# Selma Benziada
Selma Benziada è un comune dell'Algeria, situato nella provincia di Jijel.